# Трагедия в Майерлинге

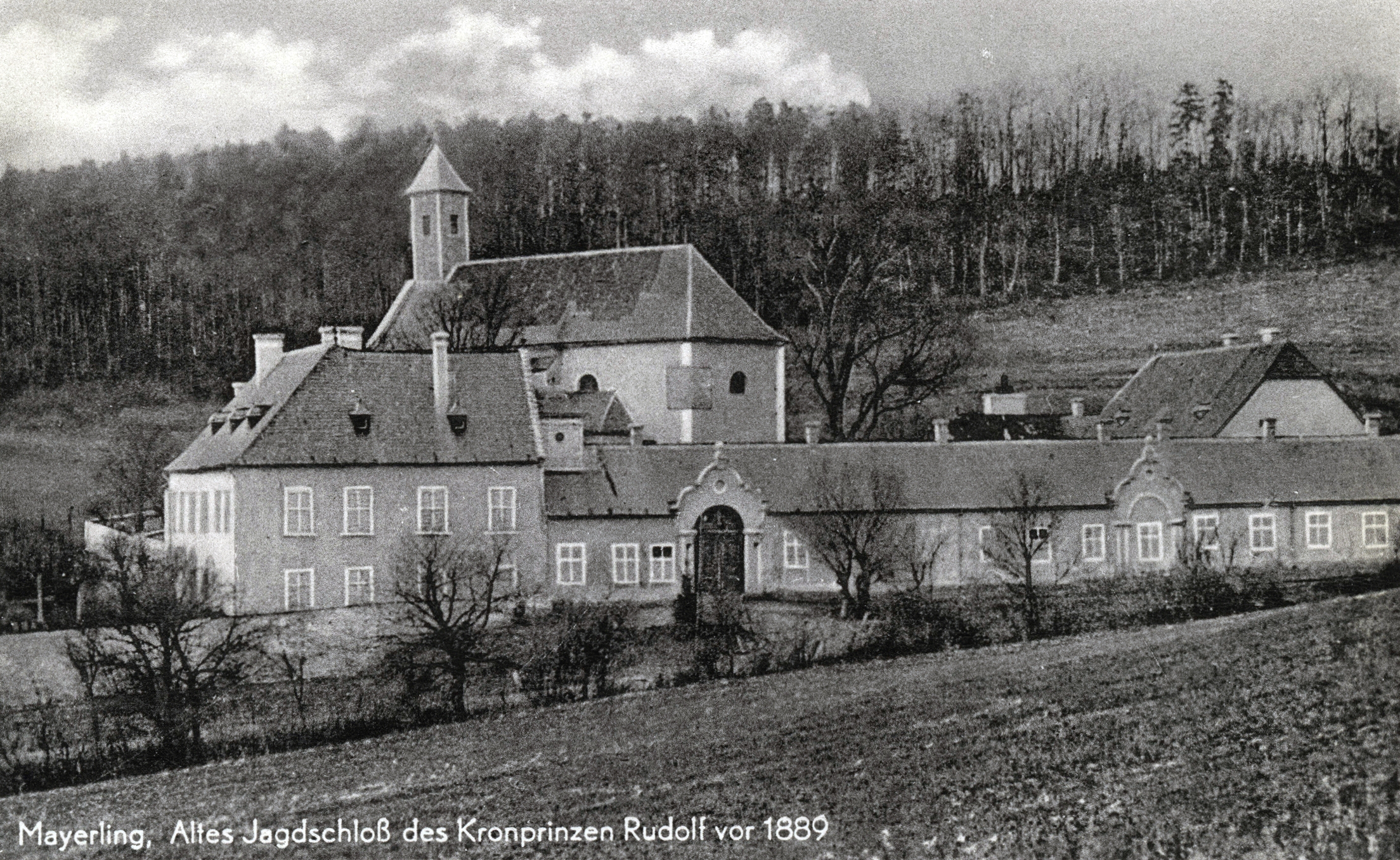
Императорский охотничий замок в Майерлинге, фотография 1889 года с подписью: «Майерлинг, старый охотничий замок кронпринца Рудольфа до 1889 года»

Майерлингская трагедия — название событий, приведших к самоубийству (а по мнению некоторых исследователей, убийству) Рудольфа, кронпринца Австрии, и его любовницы, баронессы Марии Вечеры. Рудольф был единственным сыном австрийского императора Франца Иосифа I и императрицы Елизаветы (Сиси), наследником трона Австро-Венгерской империи. Тела 30-летнего эрцгерцога и 17-летней баронессы были обнаружены утром 30 января 1889 года в императорском охотничьем замке Майерлинг, в Венском Лесу, в 25 километрах к юго-западу от столицы.

## Последние годы жизни кронпринца

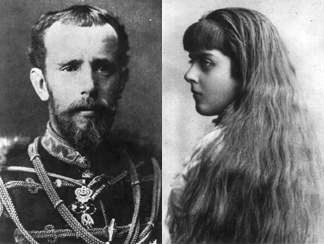
Кронпринц Рудольф и Мария Вечера

Брак Рудольфа и Стефании Бельгийской не был счастливым. К 1889 году при дворе практически все, в том числе императорская чета  и супруга Рудольфа, Стефания, знали, что между кронпринцем и баронессой Марией Вечерой, дочерью барона Альбина Вечеры, дипломата австрийского двора, существует любовная связь. Кронпринцу удавалось скрывать от родителей и всего двора своё подавленное настроение — следствие болезни, от которой он страдал с 1886 года. Он много пил, вёл беспорядочную жизнь, злоупотреблял успокоительными препаратами, взял крупную сумму в долг. Об обстоятельствах его частной жизни знали лишь те, кто по долгу службы постоянно находился рядом с кронпринцем.

## Связь с Марией Вечерой
Мария познакомилась с кронпринцем Рудольфом на скачках на ипподроме Фройденау и полюбила его с первого взгляда. Связь между Вечерой и кронпринцем началась в первые дни ноября 1888 года. Посредницей между любовниками была племянница императрицы (дочь дяди кронпринца, Людвига Вильгельма), графиня Лариш. Эгон Корти определяет роль графини в истории с Рудольфом и Марией как «более, чем двусмысленную», Леопольд Ауэр — как «небескорыстную».

## Самоубийство Рудольфа и Марии Вечеры
29 января 1889 года Франц Иосиф и Елизавета организовали семейный ужин, а 31 января собирались отбыть в Венгрию, в Офен. Рудольф отказался от ужина, сославшись на нездоровье. 30 числа он собирался охотиться в Майерлинге.
Утром 30 января в Майерлинге камердинер кронпринца Лошек постучал к нему в дверь, но Рудольф не отозвался. Граф Йозеф Хойос, компаньон Рудольфа, присоединился к камердинеру, но ответа не последовало — дверь взломали. Рудольфа нашли сидящим (по другим данным — лежащим) без движения на краю кровати. Он склонился вперед, из его рта шла кровь. Перед ним на ночном столике стояли стакан и зеркало. Не изучая место событий более подробно (окна в комнате были закрыты ставнями), Лошек решил, что кронпринц принял яд, так как знал, что стрихнин вызывает кровотечение. На кровати лежал труп Марии Вечеры, прибывшей в Майерлинг вечером 28 января. Некоторое время ошибочно считалось, что баронесса отравила кронпринца, а затем покончила с собой.

## События в Вене

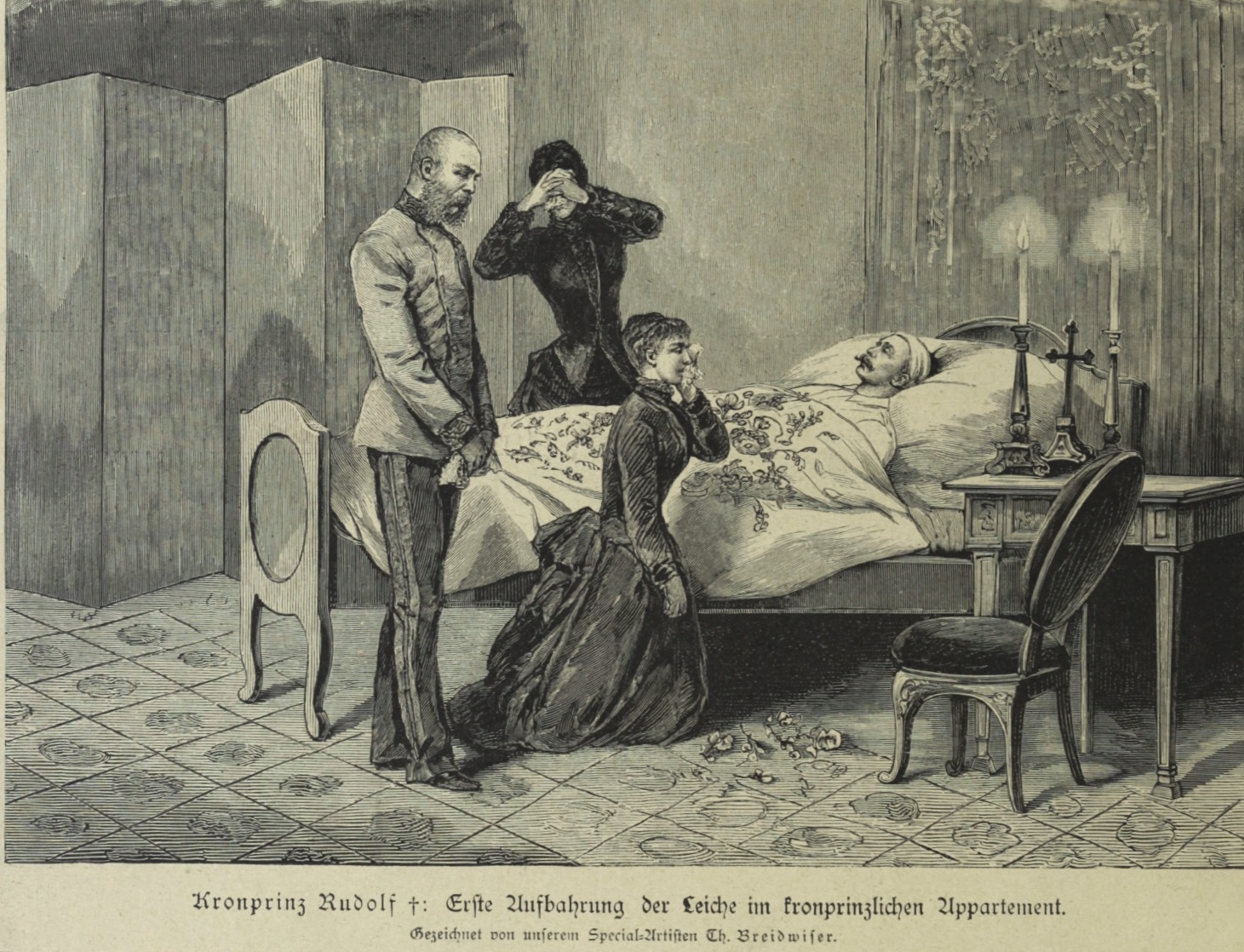
Император и императрица у смертного одра сына

Хойос поспешно отправился в Вену, где встретился с генерал-адъютантом императора, графом Пааром  и потребовал, чтобы тот сообщил императору о смерти сына. Потрясённый новостью, Паар отказался, мотивируя это тем, что только императрица может сообщить об этом мужу. К Елизавете был послан обергофмейстер, барон Нопча, который попросил о помощи фрейлину императрицы, Иду Ференци. Прервав урок императрицы (она изучала греческий язык), Ида Ференци убедила Елизавету выслушать барона.
Когда графиня Ференци вновь вошла в комнату, Елизавета рыдала, обезумев от горя. Император, подойдя к её покоям, был вынужден некоторое время ждать снаружи. Императрица, взяв себя в руки, сама всё рассказала мужу. Обстоятельства смерти Рудольфа ещё не были известны семье, поэтому было решено официально объявить, что кронпринц умер от сердечного приступа.
Возвратившись в свои комнаты, Ида Ференци увидела там дожидавшуюся её мать Марии, баронессу Хелену фон Вечера. Мать девушки, разыскивая её, побывала у главы департамента полиции и министра-президента Тааффе. Те, зная, что к исчезновению Марии причастен кронпринц, посоветовали баронессе обратиться к самой императрице. Баронесса настояла на встрече с Елизаветой. Императрица сообщила Хелене Вечере, что её дочь, как и кронпринц, мертва. Уходя, Елизавета сказала: «Но помните: Рудольф умер от сердечного приступа!»

## Осмотр места происшествия

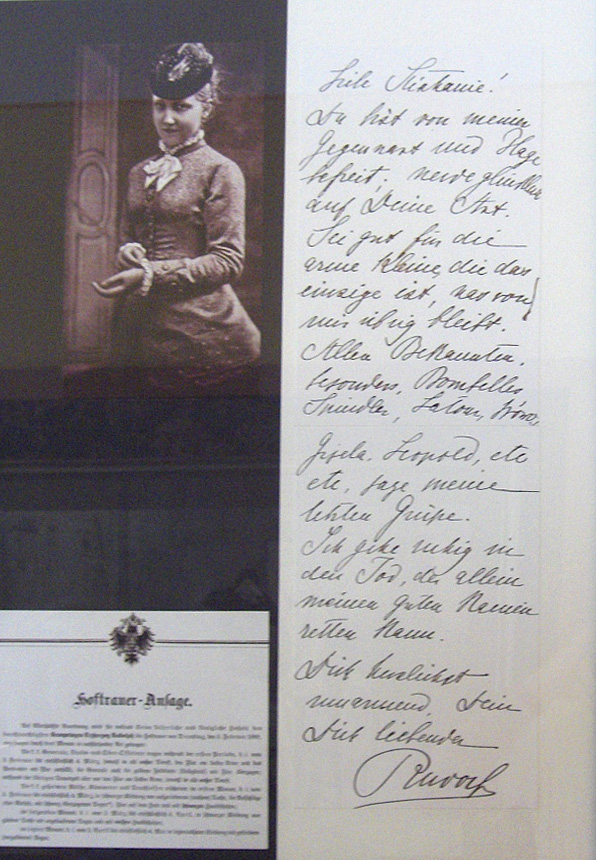
Последнее письмо кронпринца жене Стефании (недатированное). Стенд музея в Майерлинге

В Майерлинг была направлена комиссия во главе  с лейб-медиком, Хофратом фон Виндерхофером. На полу был обнаружен револьвер, который не заметили Хойос и Лошек. Врач установил, что Рудольф и Мария погибли одинаково: от огнестрельного ранения в височную часть головы. Обе пули нашли в комнате. В стоящем на ночном столике стакане не было яда. (По другим данным, при осмотре места происшествия до приезда комиссии, револьвер, зажатый в руке принца, заметил его свояк принц Филипп Кобургский, приехавший для участия в охоте рано утром, а пуля была обнаружена только одна).
Рудольф оставил множество писем, адресованных разным лицам, в том числе матери (в этом послании, не смея обратиться к императору напрямую, он написал несколько слов отцу), жене (в настоящее время доступен лишь оригинал письма к кронпринцессе Стефании), сестре Марии Валерии, своей любовнице, Мицци Каспар. Все они, за исключением письма к Елизавете, были написаны заранее в Вене. Рудольф сообщил матери, что ему помогла Мария: без её согласия стать «спутницей в смерти» он бы не смог отказаться от жизни. На ночном столике лежала также неотправленная телеграмма настоятелю монастыря в Хайлигенкройце с просьбой прибыть в Майерлинг, чтобы помолиться у тела кронпринца. Все письма были составлены в общих выражениях, что давало повод для различных толкований действий кронпринца.

## Официальное признание самоубийства кронпринца
Император был поражён, узнав, что Рудольф покончил с собой, а не был отравлен Марией. По настоянию своих министров (в стране уже никто не верил в естественную смерть наследника) Франц Иосиф решился сделать факт самоубийства кронпринца достоянием гласности. 2 февраля в «Венской газете» появилось заключение медицинской комиссии, где среди прочего отмечалось, что исследование мозга погибшего «указывает на его патологические изменения, напрямую связанные с неустойчивой психикой». Причиной смерти кронпринца объявлялась его «болезненная неуравновешенность».
Медицинское заключение причинило ещё большую боль императрице, всегда опасавшейся, что череда близкородственных браков неблагоприятно отразится на здоровье её детей. Эгон Корти приводит её слова, высказанные после официальной публикации заключения: «Зачем Франц Иосиф однажды вошёл в дом моего отца, зачем я увидела его и почему должна была с ним познакомиться?»

## Похороны Марии Вечеры. Эксгумация. Перезахоронение
Тело Марии Вечеры было перевезено в Хайлигенкройц в ночь с 31 января на 1 февраля двумя её дядями, Штокау и Александром Бальтацци (её посадили на заднее сиденье экипажа между двумя мужчинами), и спешно похоронено на территории монастыря. Вскрытия не производилось, и о смерти Марии был составлен фиктивный акт. Попытки скрыть обстоятельства гибели Марии дали дополнительную пищу слухам о том, что в этом деле не всё так ясно. По просьбе родственников 16 мая 1889 года гроб с телом Марии был извлечён из временной могилы, заключён в ещё один, медный, гроб и перезахоронен.
В апреле 1945 года советские батареи размещались на высоте на территории кладбища и вели оттуда обстрел Алланда. В часовне над могилой Марии была устроена кухня, сама же могила, как и другие захоронения Хайлигенкройца, в это время пострадала. В поисках драгоценностей саркофаг был разбит, гроб вскрыт. Он оставался открытым до 1959 года.
В 1959 году молодой врач Герд Холлер, сопровождавший к месту захоронения Марии представителя семьи Вечера, осмотрел её останки. Доктор Холлер тщательно исследовал череп и другие кости в поисках пулевого отверстия, но, по его словам, не нашел доказательств того, что Мария была застрелена. Холлер предположил, что Вечера умерла, возможно, от последствий недавно сделанного аборта, а Рудольф из-за гибели возлюбленной покончил жизнь самоубийством. Останки Марии были захоронены в новом гробу.

## Книга графини Лариш
Сын графини Лариш, Георг Генрих, прочитав в 1909 году книгу о роли своей матери в событиях, приведших к самоубийству кронпринца, покончил с собой. В 1913 году графиня Лариш опубликовала в Лондоне свою книгу «Countess Marie Larisch, nee Baronesse Marie von Wallersee, My Past» — «украшенный романтикой, свободно изложенный очерк» (Корти). Сочинение племянницы императрицы, содержащее множество недостоверных сообщений, смешанных с правдой, было издано для оправдания, но произвело обратный эффект.

## Прощальные письма Марии фон Вечера
В 2015 году,  во время ревизии архива банка Шёллербанк (Вена), в одном из сейфов был обнаружен альбом с фотографиями и документами баронов фон Вечера, анонимно сданный на хранение в 1926 году. Среди документов были обнаружены письма Марии фон Вечера, написанные незадолго до смерти. В них она обращается к матери, сестре и брату. Письма косвенно подтверждают версию о том, что инициатором двойного самоубийства был Рудольф, а не Мария. В данное время все документы находятся в Австрийской национальной библиотеке.

## В искусстве
Трагедии в Майерлинге посвящены многочисленные кино- и телефильмы и произведения для сцены:
- Фильм «Трагедия в доме Габсбургов[англ.]» (1924); режиссёр — Александр Корда;
- Фильм «Майерлинг» (1936); режиссёр — Анатоль Литвак; в главных ролях: Даниэль Дарьё — Мария и Шарль Буайе — Рудольф;
- Фильм «От Майерлинга до Сараево[англ.]» (1940), режиссёр Макс Офюльс;
- Оперетта «Маринка» (1945); либретто Джорджа Мариона-младшего и Карла Фаркаша; композитор — Имре Кальман;
- Фильм «Тайна Майерлинга» (1949); режиссёр — Жан Деланнуа
- Телефильм «Майерлинг[англ.]» (1957); режиссёр — Анатоль Литвак; в главных ролях: Одри Хепбёрн — Мария и Мел Феррер — Рудольф;
- Фильм «Майерлинг» (1968); режиссёр — Теренс Янг; в главных ролях: Омар Шариф, Катрин Денёв, Джеймс Мэйсон и Ава Гарднер;
- Один из эпизодов британского телесериала «Fall of Eagles» (1974) — «Реквием по кронпринцу»;
- Фильм «Частные грехи, публичные добродетели[англ.]» (1975); режиссёр — Миклош Янчо;
- Балет Кеннета Макмиллана на музыку произведений Ференца Листа «Майерлинг» (1978);
- Радиопостановка на BBC Radio 4 в драматическом цикле «Субботний ночной театр» от 8 февраля 1986 «Pure Angel» Эрика Доэрти с Энн Купер и Бенджамином Уитроу;
- Мюзикл «Элизабет» (1992), либретто Михаэля Кунце, композитор — Сильвестр Левай; двойное самоубийство воплощено в танцевальном эпизоде Майерлинг-Вальс;
- Манга «Angel’s Coffin (Ave Maria/Tenshi no Hitsugi)» (2000) Ю Хигури;
- Опера-кроссовер «Майерлинг — Реквием любви» (2006) стихи Зигфрида Карла, музыка Рикардо Урбеча[24];
- Мюзикл «Рудольф» Фрэнка Уайлдхорна, либретто Джека Мёрфи и Фиби Хванг. Премьера состоялась в Будапештском театре оперетты 26 мая 2006 года, представления давались до 2009 года, чередуясь со спектаклями на открытом воздухе в Сегеде[25];
- Мюзикл Utakata no Koi, поставленный японской театральной труппой Takarazuka Revue и периодически исполняемый с 1983 года (2013 год — седьмая постановка);
- «Кронпринц Рудольф» — австрийский телефильм 2006 года; режиссёр Роберт Дорнхелм, в главных ролях Макс фон Тун и Виттория Пуччини, в эпизоде — Омар Шариф; в США фильм вышел в 2010 году под названием The Crown Prince>;
- Фильм «Иллюзионист» (2006); режиссёр — Нил Бергер, в главных ролях — Эдвард Нортон, Руфус Сьюэлл, Джессика Бил. В сюжете фильма реальные события 1889 года получили другую трактовку.
- Частные пороки, общественные добродетели – итало-югославский фильм режиссёра Миклоша Янчо 1976 года.

В балладе Велимира Хлебникова «Мария Вечора» (1909) Мария, девушка-славянка, похищенная Габсбургом, убивает его.